# As Aventuras de Fujiwara Manchester
As Aventuras de Fujiwara Manchester é uma série animada brasileira coproduzida pela Um Filmes e Buba Filmes. É uma série de ficção científica, space opera, ação e comédia, que estreou na TV Cultura em março de 2017. O enredo se desenvolve no século XXVII. Fujiwara Manchester é um aventureiro em busca de uma antiga joia perdida, que pode provocar a destruição da galáxia.
Contou com investimentos do Fundo Setorial do Audiovisual e da Ancine, que também investe no desenvolvimento de um longa-metragem com o personagem principal Fujiwara Manchester. Sua primeira temporada tem treze episódios, cada um com onze minutos de duração.
Criado por Alê Camargo na adolescência, o personagem estreou no conto Vamos dançar, publicado na edição 55 (janeiro/fevereiro de 1992) do fanzine Somnium, do Clube de Leitores de Ficção Científica.
A série foi criada pelo próprio Alê Camargo, e é produzida por Arnaldo Galvão. Conta com a participação do designer de animação digital e consultor Andrew Probert, criador da espaçonave Enterprise do filme Star Trek: The Next Generation e da máquina do tempo DeLorean, da saga De Volta para o Futuro. Deveria estrear em 2014, mas isso só aconteceu três anos depois. Em 19 de fevereiro de 2018, estreia na TV Brasil.
As vozes dos personagens são de Orlando Viggiani, Hélio Vaccari e Cecília Lemes, entre outros. Um novo longa-metragem, intitulado Mundo Proibido, está em produção.